# 戰龍四驅
戰龍四驅是一部中國大陸製作的迷你四驅車動畫，故事發生在上海，描述韋天龍在四驅車比賽中努力的故事，製作公司為奧飛動漫企業。

## 劇情大綱
韋天龍為了尋找離家出走了兩年的哥哥（韋天飛），決定要贏得全國大賽找回哥哥，之後魔蝠隊k賽手把他哥哥留給他的異型毁了，他爸爸（韋超）把他和霍震研究了的飛天戰龍造了出來給韋天龍。他和飛天戰龍贏了B組賽的冠軍後，又給M賽手毁了他的車，之後韋天龍又研製了金甲戰龍，還認識了阿海，阿海幫了他加强金甲戰龍的威力，在A組賽，韋天龍得了季軍。後來，阿海加入了魔蝠隊，當了教練，還用海火毁了金甲戰龍。阿龍和他爸爸研製了光速戰龍，在俱樂部杯賽中，得了冠軍，可是又給K 和 M 毁了，阿X在水管中拿了光速戰龍。阿龍把太極戰龍研了出來，X還幫了他解決速度上的問題，在全國大賽中，和霍天得了雙冠軍。最後，他知道了X原來是阿飛，他們兄弟團聚了。但是，出現了一個得强的對手，韓峰，他以前是霍震的得力幫手，後來他不單偷了韋超和霍震研出來的能量㑀鋼片，還在工司上種火，令霍震誤會了韋超。同時，阿龍和阿飛研製了新車還發現了韓峰的車有裝能量㑀鋼片，阿飛為了洗了霍震對爸爸的誤會，努力的找證據。最後，阿龍在亞洲大賽中贏了韓峰，之後霍震和韋超到了現場，阿飛把證據拿出和唐兵在韓峰的車上找到當年霍和超研製的㑀鋼片，故事也完了。

## 特色
繼日本動漫《衝鋒四驅郎》、《爆走兄弟》的迷你四驅車題材之後，中國也推出這方面題材的動畫，劇中汽車就是迷你四驅車玩具，可依照個人喜好不同來進行改裝。在爆走兄弟中，這種玩具車被稱為軌道車。
與日本相關作品最大差異在於戰龍四驅的選手是使用個人電腦操控四驅車，而不是選手跟車子一起跑。

## 人物介紹

### 战龙队
- 韦博士（韦超）

阿飛與韋天龍之父親，四驅車的設計專家。
- 韦天飞

韦天龙的哥哥，内向沉默，有超凡毅力，百分百智慧型少年，爱护弟弟，曾是全国大赛冠军。
- 韦天龙

為本作主角，醉心於四驅車領域的選手，聪明，开朗，奋斗心强，间中回多愁善感，为了寻找哥哥韦天飞 要成为全国赛冠军，而努力的超越对手，克服了重重困难。父親也是開發四驅車的博士。
使用車種：異型-飛天戰龍-金甲戰龍-光速戰龍-太極戰龍-轰天爆龙-裂地崩龙

### 猛虎队
- 伟老大

四驱车研究者，猛虎四驱店老板，韦博士的朋友。喜欢吃薯片。
- 藍剛

藍玲的哥哥，雖熱血但比妹妹穩重。
使用車種：網絡奇兵-金箭虎
- 藍玲

藍剛的妹妹,好勝、有時沉不住氣，對韋天龍有好感。
使用車種：野羚羊-金雕-追風虎
- 肥进

原名张进，猛虎四驱店的助手，后成为猛虎队赛手。
使用車種-驚天虎

### 剑鲨队
- 高辉

高小曼、高小云的爸爸，也是四驱车研究者。
- 高小曼  :由邓洁丽配音,四驅車領域中的傑出選手，如名字一样，个性骄傲，聪明而又带点邪气。喜歡韦天飞。

- 高小雲

高小曼的弟弟，喜爱摄影。

### 飞鹰队
- 霍爾

霍震的哥哥，也是四驱车研究者。
- 霍文

飞鹰队赛手，是霍天的堂哥（专业赛手）。爸爸是霍尔，也是四驱车研究者。
- 霍天

飞鹰队赛手，是黑魔霍震的儿子，因不愿为爸爸的感受而活着，最终离开魔蝠队成为飞鹰队赛手，後來又回到魔蝠隊。

### 魔蝎队
- 唐兵

四驱车研究者，拥有老套的经验。为了大杰小杰两兄弟放弃自己的梦想为了能让他们过好生活。被黑魔拉拢为朋友。后与黑魔划清界线。
- 大杰

本名唐汉杰，天蝎队赛手。冷静而攻于心计，绝顶聪明，但亦因为聪明而有点自负。大杰和弟弟小杰是个孤儿被唐兵（非亲生爸爸）领养，照顾。
使用車種：堅毅戰機
- 小杰

本名唐文杰，多言好辩，大杰的弟弟，对兄长言听计从，很尊敬养父唐兵。
使用車種：防爆鐵甲

### 魔蝠队
- 霍震

人称黑魔，为了自己的野心不择手段，和韦博士合作过。最后因为一场火灾疏远了他们的关系，成为四驱车界的对手。
- K赛手

黑魔手下，有一部分紅髮，極度自信，技术高超，是摧毀異形的專業賽手。
使用車種：魔幻戰蝠
- M赛手

黑魔手下，经常配合K出赛，性格阴沉寡言。淡紫色长髮，因此常常被误解为女生，其实是男生。
- X赛手

魔蝠队的主力，霍震的最好助手，却没有参加过任何比赛，真实身份是韦天飞。

### 野狼隊
- 韓鋒

野狼隊隊長,曾是霍震的手下,臉上的傷疤是多年前的火災造成的。
- 尤乐

是全国大赛的境外赛手，后加入野狼队，与刘军一起加入，亞洲大賽決賽就背叛韓鋒。
- 刘军

是全国大赛境外赛手与尤乐一伙的，后跟尤乐加入野狼队。

### 其他角色
- 洛平

韦天龙、韦天飞的妈妈。
- 哈哈先生

負責迷你四驅俱樂部的比賽解說員。後來當上迷你四驅車俱樂部的理事長。
- 阿海

本名岑海,原本在幫助阿龍,但後來變成魔蝠隊的教練。

### 亞洲選手
- 李闽成

韓國的選手,頭髮很長。
- 哈吉

馬來西亞的選手,個性相當樂觀,亞洲大賽決賽季軍。
- 田中太郎

日本的選手,上一屆亞洲大賽的冠軍。
- 巴颂

泰国的赛手。
- 王海峰

新加坡的赛手。
- 沙魯尼

土耳其的賽手。
- 奥古斯汀

菲律賓的賽手。